# Prävertebrale Ganglien

Lage der prävertebralen Ganglien um die großen Bauchgefäße

Die prävertebralen Ganglien (Ganglia praevertebralia, Singular Ganglion praevertebrale) sind Teil des sympathischen Nervensystems und gehören zu den autonomen Ganglien. Sie versorgen die Bauch- und Beckeneingeweide.

## Lage
Die prävertebralen Ganglien liegen im Bauchraum vor der Wirbelsäule.
Sie gruppieren sich um die großen Bauchgefäße und umgeben die Ursprünge des Truncus coeliacus (Bauchhöhlenstamm), der Nierenarterien und der Arteria mesenterica superior (obere Eingeweidearterie).

## Funktion

### Afferenzen
Die prävertebralen Ganglien empfangen präganglionäre Fasern aus den sympathischen Neuronen des Rückenmarks. Diese Fasern haben auf ihrem Weg die paravertebralen Ganglien des Grenzstranges passiert, wurden dort aber nicht verschaltet. Die Umschaltung vom ersten, präsynaptischen auf das zweite, postsynaptische Neuron erfolgt erst im prävertebralen Ganglion.
Der Neurotransmitter dieser prävertebralen Ganglien (präganglionär ist immer Acetylcholin, dieser wirkt auf die nikotinischen Acetylcholinrezeptoren vom n2-Typ) in der Folge werden dann unterschiedlich viele postganglionäre Zellen erreicht (Divergenz).
Einzelne dieser vom Rückenmark zu den prävertebralen Ganglien ziehenden präganglionären Fasern sind besonders dick und bekamen daher eigene Namen: Nervi splanchnici.
Durch die prävertebralen Ganglien ziehen auch Afferenzen aus den Eingeweiden: vegetative Fasern, die dem Zentralnervensystem (ZNS) über Schmerzrezeptoren Schmerzempfindungen aus dem Darmbereich zuleiten.

### Efferenzen
Zielgebiete der postganglionären Fasern sind Magen-Darm-Trakt, Harnblase, Geschlechtsorgane und die Wände der umliegenden Blutgefäße. 
Die Durchblutung der Organe wird reguliert, die Darmtätigkeit gehemmt.

### Koordination
Im Ganglion gibt es Verbindungen von den zugeleiteten viszerosensiblen Fasern zu den efferenten Neuronen. Das Ganglion wirkt daher als erste zentrale Verarbeitungsstation außerhalb des Zentralen Nervensystems: Es verstärkt oder hemmt afferente, löst entsprechende efferente Impulse aus. Über diese Verschaltungen übt es zusätzlichen Einfluss auf das Enterische Nervensystem.

## Einzelne Ganglien

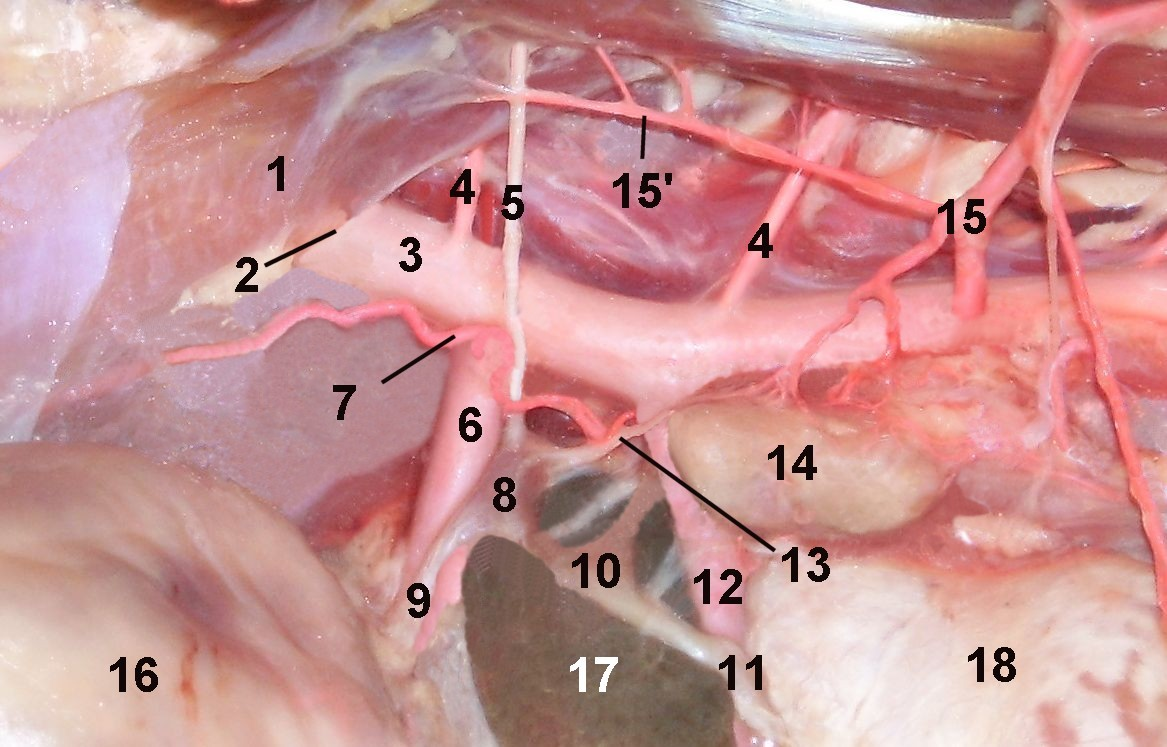
Vorderer Bauchaortenbereich der Katze. 3 Aorta, 5 Nervus splanchnicus major, 6 Arteria coeliaca, 8 Ganglion coeliacum, 9 Plexus coeliacus, 10 Ganglion mesentericum craniale, 11 Plexus mesentericus cranialis, 12 Arteria mesenterica cranialis, 13 Nervus splanchnicus minor

Die prävertebralen Ganglien bilden um die Bauchgefäße ein schwer durchschaubares Nervenfasernetz. Es ist schwierig eine genaue Abgrenzung der einzelnen Ganglien festzulegen. Benennung, Einteilung und Zugehörigkeiten der Ganglien variieren daher von Autor zu Autor. 
Das Ganglion coeliacum liegt um den Abgang des Truncus coeliacus aus der Aorta. Direkt darunter, unter dem Abgang der Arteria mesenterica superior liegt das Ganglion mesentericum superius. Diese beiden Ganglien bilden zusammen mit, aus dem Nervus vagus stammenden, parasympathischen Nervenfasern ein größeres Nervengeflecht: das Sonnengeflecht, lateinisch Plexus solaris. Fasern aus dem Sonnengeflecht ziehen zu den Oberbauchorganen, unter anderem Magen, Leber und Milz. 
Das Ganglion mesentericum inferius befindet sich am Abgang der Arteria mesenterica inferior. Seine postganglionären Fasern beteiligen sich am Plexus hypogastricus superior. Dieses Nervengeflecht besteht aus parasympathischen Fasern aus dem Sakralmark und sympathischen Fasern und innerviert Harn- und Geschlechtsorgane.